# Szczelina pod Gajówką
Szczelina pod Gajówką lub Szczelina między głazami w Skałach pod Gajówką – szczelina w głazach znajdujących się u północnych podnóży wzgórza Sowiniec w Lesie Wolskim w Krakowie. Pod względem geograficznym znajduje się w mezoregionie Pomost Krakowski, będącym częścią makroregionu Bramy Krakowskiej.

## Opis obiektu
Obiekt znajduje się w Woli Justowskiej (obecnie jest to należąca do Krakowa Dzielnica VII Zwierzyniec), w lesie powyżej ulicy Kopalina. Górny koniec ulicy biegnie przy samym obrzeżu Lasu Wolskiego. W odległości około 20 m od ulicy w lesie ciągnie się skalny mur. W skałach poniżej niewielkiego, drewnianego budynku gajówki znajduje się otwór Szczeliny pod Gajówką. Jest to szczelina o ekspozycji północnej (a dokładniej NNE). Ma drugi, boczny otwór w postaci niewielkiej, zablokowanej głazami szczeliny.
Skały, w których powstała jaskinia, to gruboławicowe wapienie z jury późnej. Szczelina jest sucha. Na ścianach są niewielkie grzybki naciekowe. Namulisko składa się z liści i próchnicy. Światło dociera około 2 m w głąb od otworu wejściowego. Na głazach przy otworze wejściowym rosną glony i porosty.
Szczelina znana była od dawna. Po raz pierwszy zaznaczył ją T. Fischer na szkicu Panieńskich Skał w 1938 roku. Jej dokumentację opracowali J. Baryła i M. Szelerewicz, w listopadzie 1999 r. Plan sporządził M Szelerewicz podając nazwę Szczelina między głazami w Skałach pod Gajówką. 
W kierunku na wschód od Szczeliny pod Gajówką, w odcinku muru skalnego o nazwie Kawalerskie Skały znajduje się druga szczelina – Szczelina przed Gajówką.

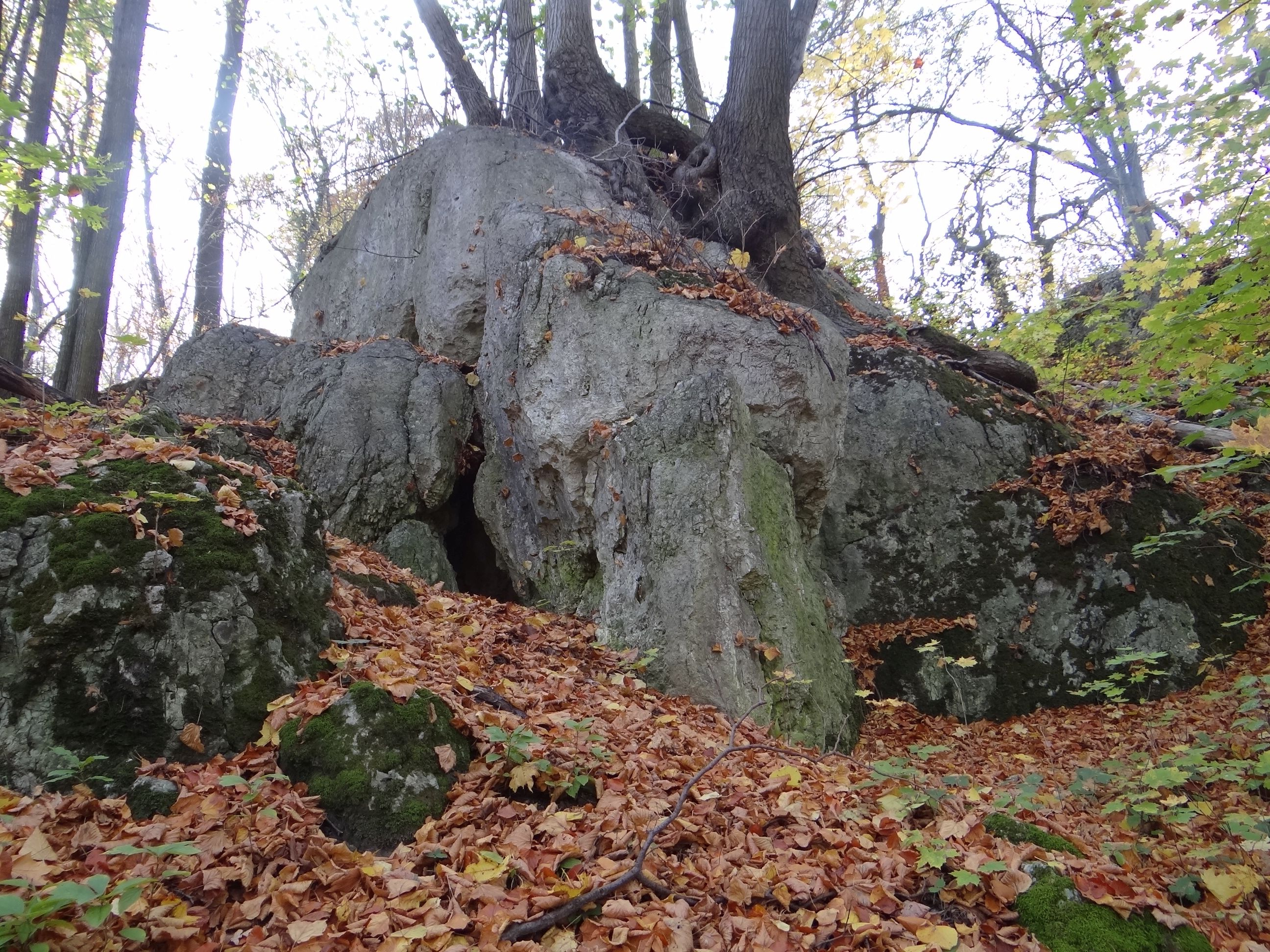
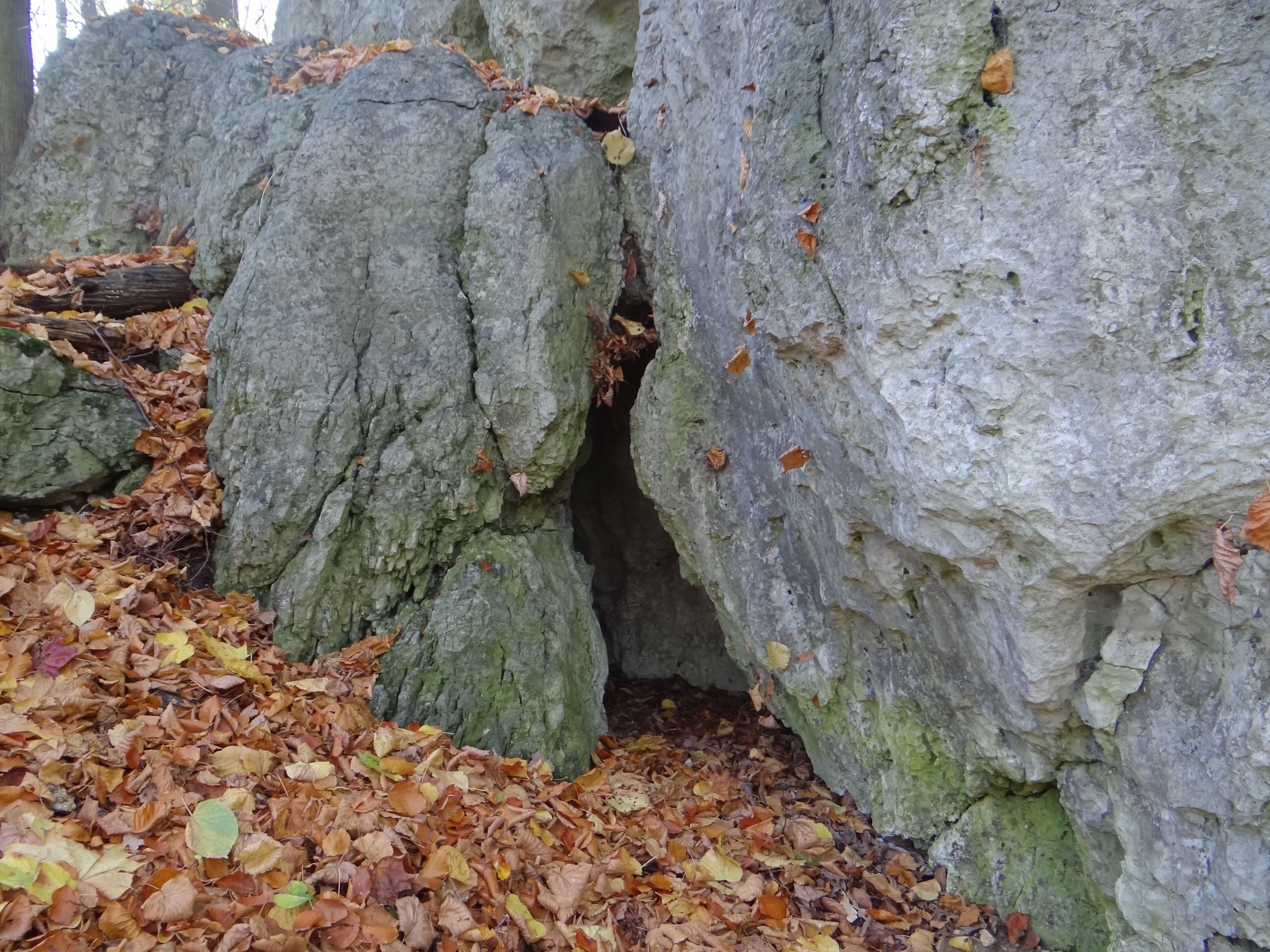
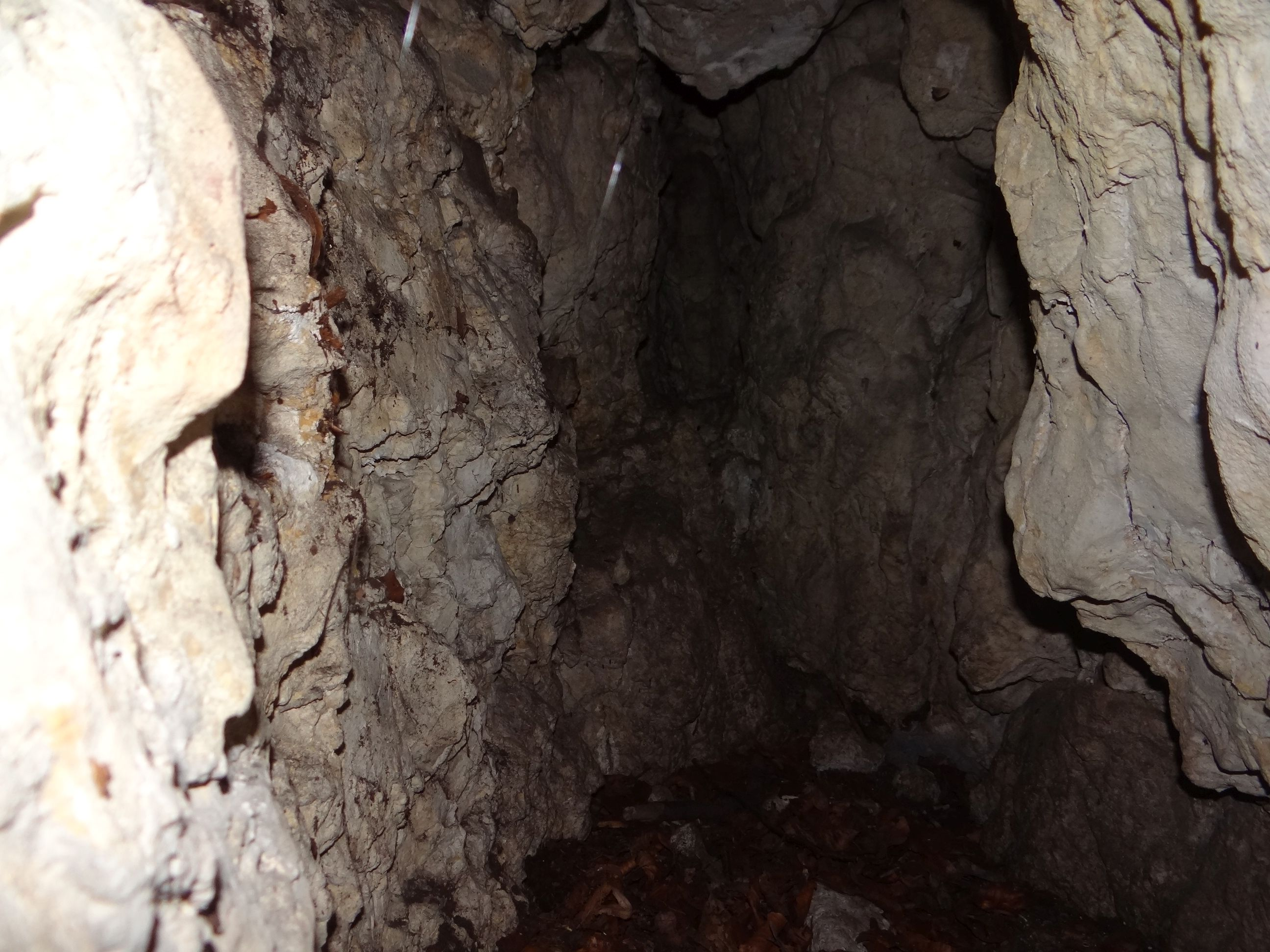
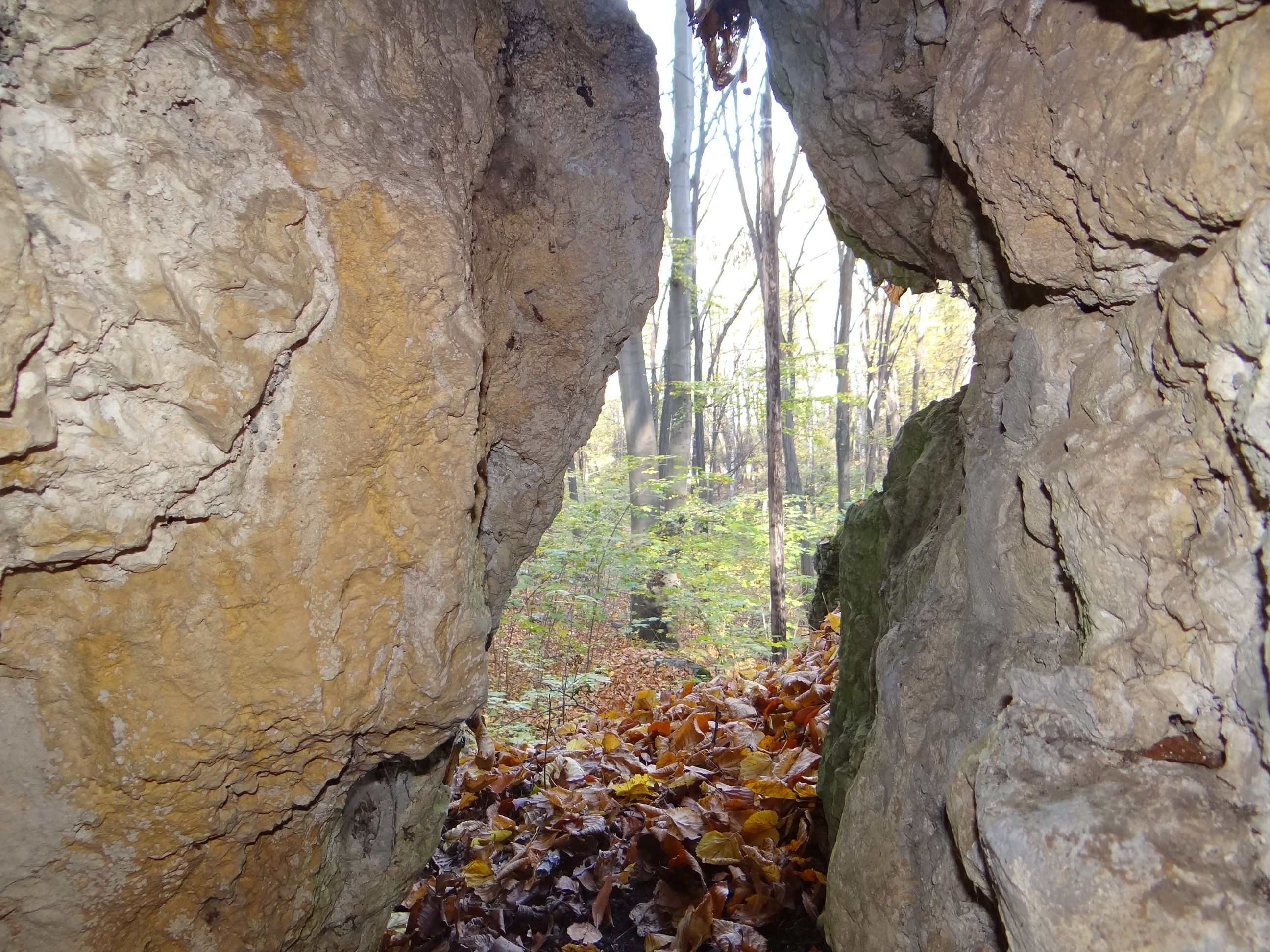